# マーレイ・マクダヴィッド

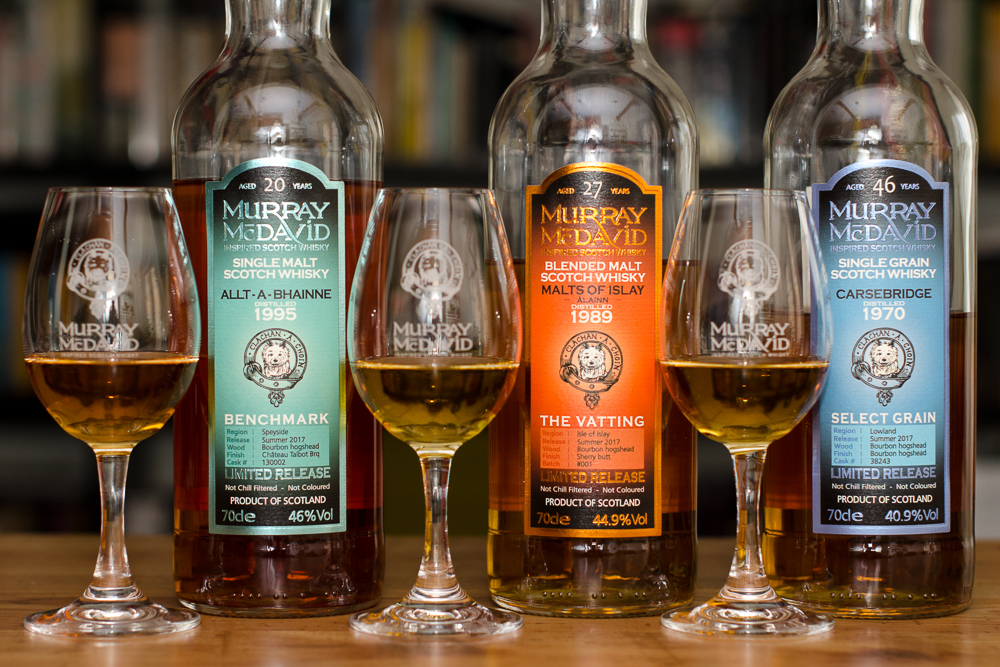
マーレイ・マクダヴィッドの3つのライン、ベンチマーク、ザ・ヴァッティング、セレクト・グレインから3本。

マーレイ・マクダヴィッド（Murray McDavid）はスコッチ・ウイスキーのインディペンデント・ボトラーであり、ヴィンテージ・シングルモルトやグレーンからブレンデッドモルトまで、さまざまなウイスキーを提供している。

## 歴史
マーレイ・マクダヴィッドは1996年、マーク・レイニエ、サイモン・コフリン、ゴードン・ライト（以前はスプリングバンク蒸溜所のディレクターだった）によって設立された。2000年12月19日、マーレイ・マクダヴィッドは当時休眠状態にあったブルックラディ蒸留所を買収し、生産を再開した。2012年7月23日、マーレイ・マクダヴィッドはレミー・コアントロー・グループの完全子会社であるレミー・コアントローUKリミテッドに買収され、買収の一環としてブルックラディ蒸溜所を含むことが発表された。それから1年も経たないうちに、レミー・コアントロー社は、ブルイックラディックのブランドと蒸留所はそのままに、マーレイ・マクダヴィッド社の他の事業をイギリスのスコッチ・ウイスキー・サプライヤー、エーセオ・リミテッド社に売却したと発表した。エーセオ社のエドワード・オディム取締役は、「私たちの意図は、厳選されたシングルモルトをチルフィルターや色付けをせずにボトリングすること、エーセオ社のウイスキーの伝統を継承・発展させることなど、創業者のビジョンと原則に忠実であることによって、マレー・マクダビッドの遺産を継承することです」と語っている。
ACE（アディショナル・カスク・エンハンスメント、マーレイ・マクダビッド社の造語）は、「ウッド・フィニッシング」または単に「フィニッシング」と呼ばれることも多く、適切な熟成を経たウイスキーを、原樽以外のワインやスピリッツを貯蔵していた厳選された樽で比較的短期間熟成させるプロセスで、「原樽熟成」とも呼ばれる。たとえば、ウイスキーは元バーボン樽で数年間熟成させた後、元ワイン樽（元シェリー樽、元マデイラ樽、元ラム樽など）に移して風味を高める。これが「エンハンスメント」である。最近では、特にシカゴのコヴァル蒸溜所の新鮮なファーストフィルのエクスバーボン樽を使用してウイスキーを「エンハンスメント」（仕上げ）している。

## マーレイ・マクダヴィッドの製品
マーレイ・マクダヴィッドは6種類のウイスキーを熟成、選別、瓶詰めしている。これらには以下のものが含まれる：
- ミッション・ゴールド - 高熟成シングルモルトウイスキー
- ベンチマーク - 熟成シングルモルトの中核シリーズ
- ミステリーモルト - 出所が漠然としか示唆されていないシングルモルトウイスキーで、好奇心旺盛なウイスキーファンを困惑させ、楽しませる
- セレクト・グレーン - シングル・グレーン・ウイスキーのシリーズ
- ザ・ヴァッティング - ブレンデッド・モルト・ウイスキー（2種類以上のシングルモルト・ウイスキーのヴァッティング）
- クラフトブレンド - ブレンデッドウイスキー（シングルモルトウイスキーとシングルグレーンウイスキーのヴァッティング）

マーレイ・マクダヴィッドは現在、スコッチ・ウイスキー生産地スペイサイドのコールバーン蒸溜所を拠点としており、多くのカスク・ウイスキーを伝統的なダンネージ倉庫で保税熟成させている。マーレイ・マクダヴィッドのウイスキーは、多くの場合シングルカスクで、厳密な限定版としてリリースされる。